# Rhys Priestland
Rhys Priestland (Carmarthen, 9 gennaio 1987) è un rugbista internazionale per il Galles, che gioca nel ruolo di mediano d'apertura con gli Scarlets.

## Biografia
Priestland iniziò la sua carriera professionistica unendosi agli Scarlets all'età di 18 anni.
Debuttò con il Galles il 12 febbraio 2011, affrontando la Scozia a Murrayfield in occasione del Sei Nazioni. In seguito fu convocato dal commissario tecnico Warren Gatland per disputare la Coppa del Mondo di rugby 2011, dove si conquistò un ruolo da titolare in questa edizione che vide giungere la nazionale gallese al quarto posto. Un infortunio patito durante i quarti di finale non gli consentì di disputare la semifinale contro la Francia.
Rhys Priestland fu uno dei protagonisti del Grande Slam conquistato dal Galles al Sei Nazioni 2012.
Nel gennaio 2015, dopo dieci anni passati a giocare per gli Scarlets, firmò un contratto con la squadra inglese del Bath trasferendosi a fine stagione. Lo stesso anno fece parte della selezione che partecipò alla Coppa del Mondo.